# Trường Cao đẳng Kinh tế – Kỹ thuật Bạc Liêu
Trường Cao đẳng Kinh tế – Kỹ thuật Bạc Liêu là một trường cao đẳng công lập đa ngành được thành lập trên cơ sở trường Trung học Kinh tế - Kỹ thuật Bạc Liêu theo Quyết định số 1451/QĐ-BGDĐT ngày 26 tháng 04 năm 2014 của Bộ trưởng Bộ Giáo dục và Đào tạo.

## Vị trí của trường
- Cơ sở mới của trường đã chuyển về địa chỉ mới tại số 01, Đường Nguyễn Thị Đương, khóm 1, phường 1, TP. Bạc Liêu.[2][3]
- Cơ sở thực hành thực tập: Trung tâm thực nghiệm – sản xuất tọa lạc tại ấp Nước Mặn, xã Hưng Hội, huyện Vĩnh Lợi.

Vị trí trong hệ thống các trường ĐH, CĐ: là một trường Cao đẳng của hệ thống GD ĐH, CĐ trong hệ thống giáo dục quốc dân.

## Lịch sử
Tiền thân của trường Cao đẳng Kinh tế – Kỹ thuật tỉnh Bạc Liêu là trường Sơ cấp Kế toán – Tài chính Minh Hải, được thành lập từ năm 1976.
Ngày 13 tháng 8 năm 1984, Chủ tịch UBND tỉnh Minh Hải ban hành quyết định số 169/QĐ-UB về việc sáp nhập trường Nghiệp vụ của Ban Phân vùng kinh tế vào trường Sơ cấp Kế toán – Tài chính Minh Hải và lấy tên là trường Trung học Kinh tế Minh Hải. Trường có nhiệm vụ đào tạo và bồi dưỡng cán bộ nghiệp vụ kinh tế bậc TCCN theo nhu cầu phát triển nhân lực của tỉnh Minh Hải.
Ngày 4 tháng 12 năm 1989, Bộ Đại học – Trung học Chuyên nghiệp và Dạy nghề ban hành Công văn số 3850/KHTV về việc công nhận trường Trung học Kinh tế Minh Hải là trường trung học chuyên nghiệp công lập.
Ngày 30 tháng 7 năm 1993, Chủ tịch UBND tỉnh Minh Hải ban hành Quyết định số 116/QĐ-UB về việc sắp xếp lại mạng lưới các trường của tỉnh, trường được đổi tên thành trường Trung học Kinh tế – Kỹ thuật Minh Hải (về việc chuyển giao nhiệm vụ đào tạo hệ trung học nông lâm ngư từ Trung tâm Đại học tại chức sang trường Trung học Kinh tế Minh Hải).
Ngày 1 tháng 1 năm 1997, tỉnh Bạc Liêu được tái lập.
Ngày 24 tháng 12 năm 1997, Chủ tịch UBND tỉnh Bạc Liêu ban hành Quyết định số 29/QĐ-UB về việc đổi tên trường Trung học Kinh tế – Kỹ thuật Minh Hải thành trường Trung học Kinh tế – Kỹ thuật Bạc Liêu.
Ngày 26 tháng 4 năm 2014, Bộ trưởng Bộ Giáo dục và Đào tạo ban hành Quyết định số 1451/QĐ-BGDĐT về việc thành lập Trường Cao đẳng Kinh tế – Kỹ thuật tỉnh Bạc Liêu trên cơ sở trường TH Kinh tế – Kỹ thuật Bạc Liêu.
Ngày 31 tháng 10 năm 2018, UBND tỉnh Bạc Liêu ban hành Quyết định số 1964/QĐ-UBND về việc dự án đầu tư xây dựng cơ sở mới Trường cao đẳng Kinh tế – Kỹ thuật Bạc Liêu được xây dựng từ năm 2018 – 2021.
Từ tháng 8 năm 2022, dự án đầu tư xây dựng cơ sở mới Trường cao đẳng Kinh tế – Kỹ thuật Bạc Liêu đã hoàn thành và bàn giao cho Nhà trường đưa vào quản lý khai thác, sử dụng.

## Chức năng
Đào tạo bậc TCCN và Cao đẳng các loại hình kế toán thuộc các thành phần kinh tế, các ngành kỹ thuật lĩnh vực nông ngiệp – thủy sản và nghiệp vụ văn phòng, quản lý hành chính văn thư, Luật từ TCCN – Dạy nghề – Tập huấn và liên kết với các cơ sở đào tạo có liên quan để đào tạo nhân lực đáp ứng nhu cầu phát triển nguồn nhân lực cho tỉnh và khu vực.

## Nhiệm vụ chung
Nhiệm vụ chủ yếu của nhà trường là đào tạo đội ngũ cán bộ kỹ thuật có trình độ kỹ thuật viên trung cấp thuộc các lĩnh vực ngành nông ngiệp – thủy sản, cán bộ nghiệp vụ có trình độ trung cấp thuộc các ngành kinh tế, kỹ thuật, nghiệp vụ văn phòng, Luật; thực hiện nghiên cứu ứng dụng khoa học kỹ thuật vào nghiệp vụ thực tiễn sản xuất, và các hoạt động nghề nghiệp thuộc khu vực hành chính văn phòng kịp thời đáp ứng nhu cầu nguồn nhân lực cho các cơ quan nhà nước thuộc các ngành, kinh doanh dịch vụ, các đơn vị sản xuất kinh doanh thuộc mọi thành phần kinh tế của tỉnh Bạc Liêu và các vùng lân cận.
Tiếp tục phát huy chức năng, nhiệm vụ trường TCCN, mở ra loại hình trường Cao đẳng đa ngành, đa cấp đa hệ đáp ứng nhu cầu đào tạo cho nhiệm vụ phát triển kinh tế xã hội địa phương và cả tiểu vùng bán đảo Cà Mau.

## Chuyên ngành đào tạo
Nhà trường đã đa dạng hóa các chương trình trình đào tạo, với nhiều lĩnh vực. Hiện nay nhà trường đã có các chương trình đào tạo dài hạn thuộc 2 lĩnh vực: kinh tế và kỹ thuật.
Hệ đào tạo: Sơ cấp - Trung cấp - Cao đẳng - Liên thông.

### Hệ Cao đẳng: Thời gian đào tạo là 2,5 năm
1. Quản trị kinh doanh
2. Kế toán
3. Thú y
4. Nuôi trồng thủy sản
5. Công nghệ thông tin

### Hệ trung cấp: Thời gian đào tạo là 1,5 năm
1. Kế toán doanh nghiệp
2. Kế toán hành chính sự nghiệp
3. Chăn nuôi – Thú y
4. Nuôi trồng thủy sản
5. Chế biến và bảo quản thủy sản
6. Trồng trọt và bảo vệ thực vật
7. Tin học ứng dụng
8. Công nghệ kỹ thuật phần mềm máy tính
9. Thư ký văn phòng
10. Văn thư hành chính
11. Pháp luật
12. Thanh nhạc

### Trình độ sơ cấp và đào tạo thường xuyên: Thời gian đào tạo là từ 1 tuần - 3 tháng
1. Kế toánh doanh nghiệp thương mại
2. Kế toán doanh nghiệp sản xuất
3. Kế toán doanh nghiệp dịch vụ
4. Kế toán hành chính
5. Kế toán hoạt động sự nghiệp
6. Kế toán ngân sách xã
7. Sản xuất và nuôi gia cầm
8. Sản xuất và nuôi heo
9. Sản xuất và nuôi trâu bò
10. Sản xuất giống tôm
11. Nuôi cá nước ngọt
12. Kỹ thuật công nghệ nuôi tôm thẻ chân trắng
13. Công chứng chứng thực và quản lý hộ tịch
14. Tư vấn pháp lý
15. Hòa giải pháp lý
16. Chế biến sản phẩm khô
17. Chế biến lạnh thủy sản
18. Chế biến tôm đông lạnh
19. Kỹ thuật trồng cây ăn quả
20. Kỹ thuật trồng lúa
21. Kỹ thuật trồng rau
22. Thiết kế đồ họa
23. Tin học văn phòng
24. Lắp ráp, cài đặt và bảo trì máy tính.[5]

## Thành tích
Từ những thành tích xuất sắc trong quá trình xây dựng và phát triển, tập thể cán bộ, giáo viên và nhân viên trường Trung học Kinh tế - Kỹ thuật Bạc Liêu đã được Chủ tịch nước trao tặng 1 Huân chương Lao động hạng Ba (1998), 1 Huân chương Lao động hạng Nhì (2004).